# Art lumínic

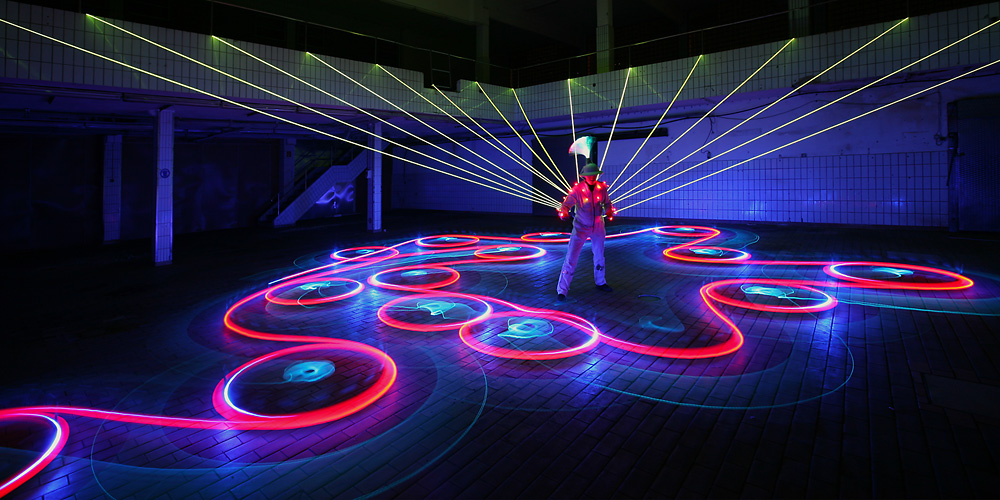
Instal·lació concreta de Dan Flavin, 1996, Menil Col·lecció

L'art lumínic (light art) és una forma d'art aplicat en el qual la llum és el mitjà principal de l'expressió artística. L'obra i el seu significat es troba en la interacció de la llum amb l'espai i l'espectador. Sorgeix a través de la manipulació de llums, colors i ombres. Poden ser provisionals o permanents i ocupen diferents espais com els interiors de les galeries, exposicions, museus i fins i tot a l'aire lliure. Es realitzen festivals de la llum en el qual aquesta transforma obres arquitectòniques i parts de la ciutat. Els artistes experimenten amb la llum i els seus colors de la manera més creativa.
Naixeran dues tendències principals a l'hora de fer servir la llum: La primera serà utilitzant la materialitat física de les fonts de llum com a tals. Els llums d'incandescència, els tubs de neó i els tubs fluorescents seran els elements més utilitzats donat el seu ús generalitzat. Amb ells construiran murs extensos, escultures i objectes lumínics que impregnaran de la seva llum l'espai que els acull com el "Monument a V. Tatlin" de Dan Flavin de 1967. La segona són els objectes construïts en llum, figures geomètriques tridimensionalment percebudes, o espais tridimensionals percebuts bidimensionalment. Els "Afruns" -projeccions-de James Turrell consisteixen en construccions d'objectes tridimensionals en geometries simples, fetes en projeccions de llum sobre diferents superfícies. En aquest cas l'obra és un pur exercici cognitiu, la llum és el mitjà per materialitzar una "imatge" visual construïda mentalment com una figura tridimensional. Aquí l'espai no intervé en l'obra excepte per la utilització posicional dels plans respecte a el punt de l'observador. Es tracta d'un exercici de comprensió visual, un joc entre la llum i la perspectiva visual.
"La participació del propi subjecte espectador, amb les seves impressions dins de l'obra, és clau. El caràcter immersiu característic d'aquestes intervencions ens porta a plantejar-nos la necessitat de reactualitzar la manera en la qual es registren i cataloguen per les vies tradicionals. […] Una instal·lació lumínica com la dels artistes Dan Flavin, Yayoi Kusama, James Turrell o Ann Verónica Janssens necessita la vivència in situ de l'espectador, la seva processualitat corporal, la seva imaginació i interpretació i la seva intervenció en la mateixa per completar-la".

## Inicis
En el període comprès entre l'últim quart de segle XIX i el primer quart d'el segle XX es dona el màxim desenvolupament de la indústria luminotècnica aconseguint-se la generalització de l'ús de la il·luminació elèctrica. A Nova York, Tomas Alva Edison patentarà la seva llum incandescent el 21 d'octubre de 1879. Es tractarà d'un llum de filament de bambú carbonitzat, que va superar les quaranta hores de funcionament ininterromput.
Per tant, les primeres manifestacions d'aquest art apareixen després del descobriment de la bombeta elèctrica, la qual va resultar segura i ecònomicament accessible, però no va ser fins a finals del segle XX que va esdevenir una forma d'art. La transformació de la llum artificial, d'eina funcional a llenguatge formal, és conseqüència d'un llarg procés de desenvolupament tecnològic i d'intercanvi constant d'experiències entre diferents disciplines tècniques, artístiques i culturals.
Una vegada que l'obra d'art ha superat les dues dimensions del "llenç", que ha introduït el moviment i l'energia experimentant amb la llum i l'ombra, s'iniciarà una nova tendència en l'art en la qual la llum artificial serà fonamental per l'expressió plàstica. Aquesta nova expressió artística s'iniciarà amb les propostes individuals d'artistes, ubicats a la costa oest dels EUA, durant els anys seixanta. Va ser gràcies al experimental Museu del Condado de Los Ángeles i la feina de Robert irwin i James Turrell començada al 1969, que van veure en la llum una obra en si mateixa.
La nova generació d'artistes utilitzarà la llum artificial per crear "objectes-escultures", "ambients" i "atmosferes" que interactuen amb el públic sota la envoltant d'un determinat espai. L'observador es convertirà en una peça absolutament necessària per a la realitat de l'obra, que tractarà sobre la percepció visual, les emocions psicològiques, la comprensió cultural, etc.

### Modernisme, Constructivisme i Bauhaus (1920–1935)

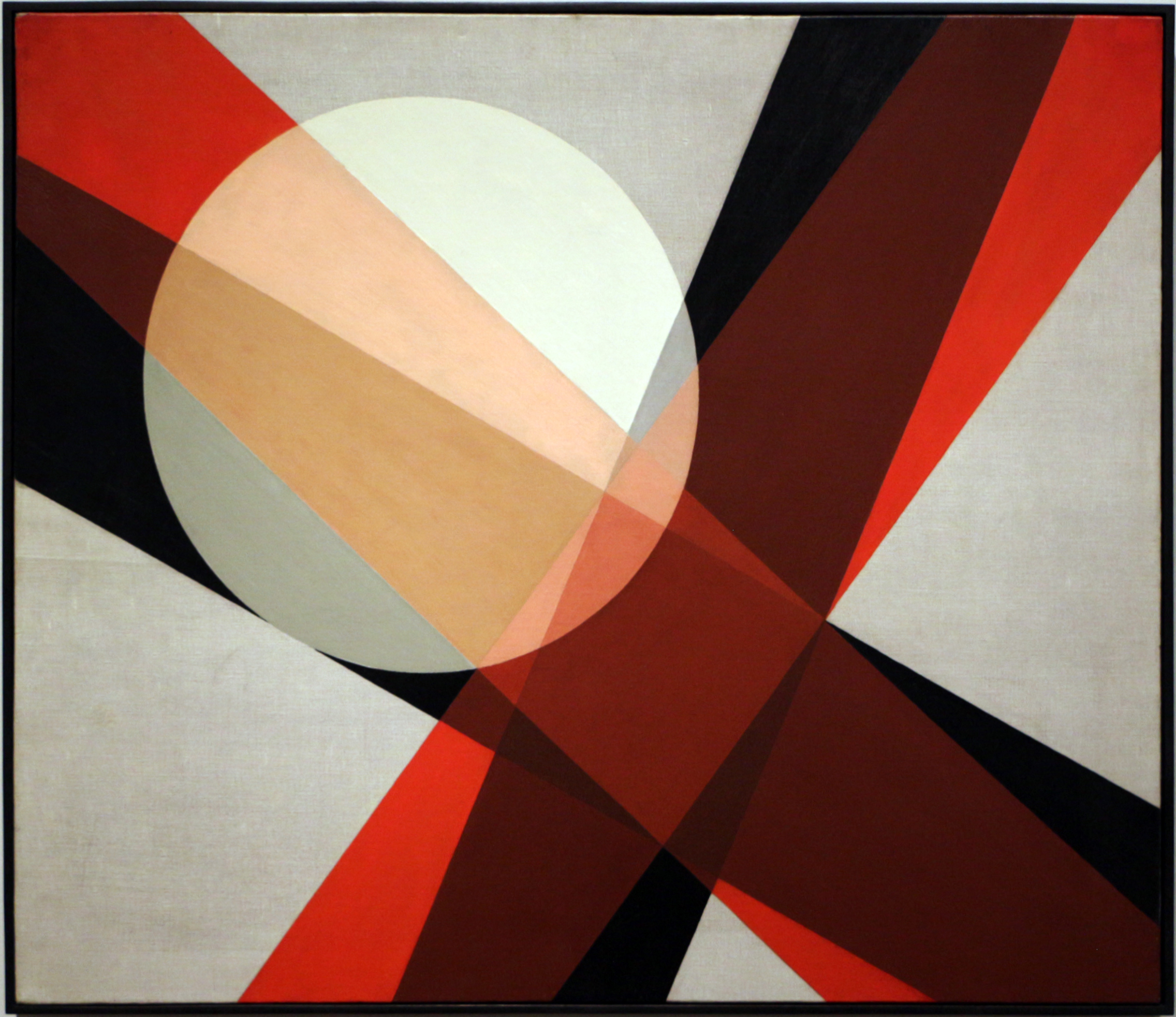
László Moholy-Nagy

La llum sempre s'ha relacionat amb l'arquitectura i com la percepció d'aquesta segons la il·luminació. Així i tot, la llum com a art es desenvolupa amb l'experimentació d'artistes moderns procedents de l'escola Bauhaus com László Moholy-Nagy. Va elaborar un film anomenat “Ein Lichtspiel schwarz weiss grau (Joc de llums negre blanc i gris), 1930”. L'artista classificava a la pintura com un mitjà per donar forma a la color, mentre que veia en la fotografia un instrument per a la investigació i l'exposició de l'fenomen llum. Per a ell, no es tractava d'un mitjà perfecte per intensificar la visió humana - com s'afirmava freqüentment durant els anys vint -, sinó d'una nova matèria artística. La primera peça escultòrica de l'artista va ser Light-Space Modulator (1922-1930).
Lissitzky, es considera el primer artista que incorpora a la seva arquitectura elements de llum com un component més de la seva obra "Prounenraum (Proun Habitación) (1923) El mateix passarà amb els dadaistes com Marcel Duchamp amb la seva obra Hat Rack, en la qual penja del sostre un penja barrets el qual projecta una ombra contra la paret.
La crítica d'art Hilarie M. Sheets, explica que "la interacció entre la llum i l'ombra ha estat un tema recurrent des de l'escultura grega i romana fins al renaixement o la pel·lícula que es pinta de forma experimental. La tecnologia que ha anat apareixent, com la bombeta elèctrica o el monitor dels ordinadors, ha estat una experimentació constant i subjectiva de la llum per part dels artistes ".
L'experimentació lumínica donada pel teatre també va influir en l'aparició d'aquest nou art. A més, el desenvolupament del modernisme i la llum elèctrica van de la mà amb la idea de la ciutat moderna i la qual incorporarà de forma viva l'art de la llum.

### Art lumínic cinètic i Op art (1950–1970)
És un subconjunt d'art cinètic que suposa llum i moviment. Es tracta d'un art molt lligat a l'escultura en què els artistes construeixen estructures que combinen llum i espai. Molt lligat a això hi ha el op art o art òptic, un moviment més pictòric que s'uneix a l'art cinètic per crear un tot final.

### Minimalisme
Es tracta d'una tendència que redueix al màxim qualsevol forma d'art. En el camp de la llum, els artistes tracten d'eliminar aquells elements sobrants que carreguen l'espai i utilitzen el mínim de punts lumínics possibles. Un dels artistes més coneguts és Dan Flavin, artista conceptual de segle XX que va començar a crear espais futuristes a través de simples bombetes fluorescents.

### Art de neó (1980)

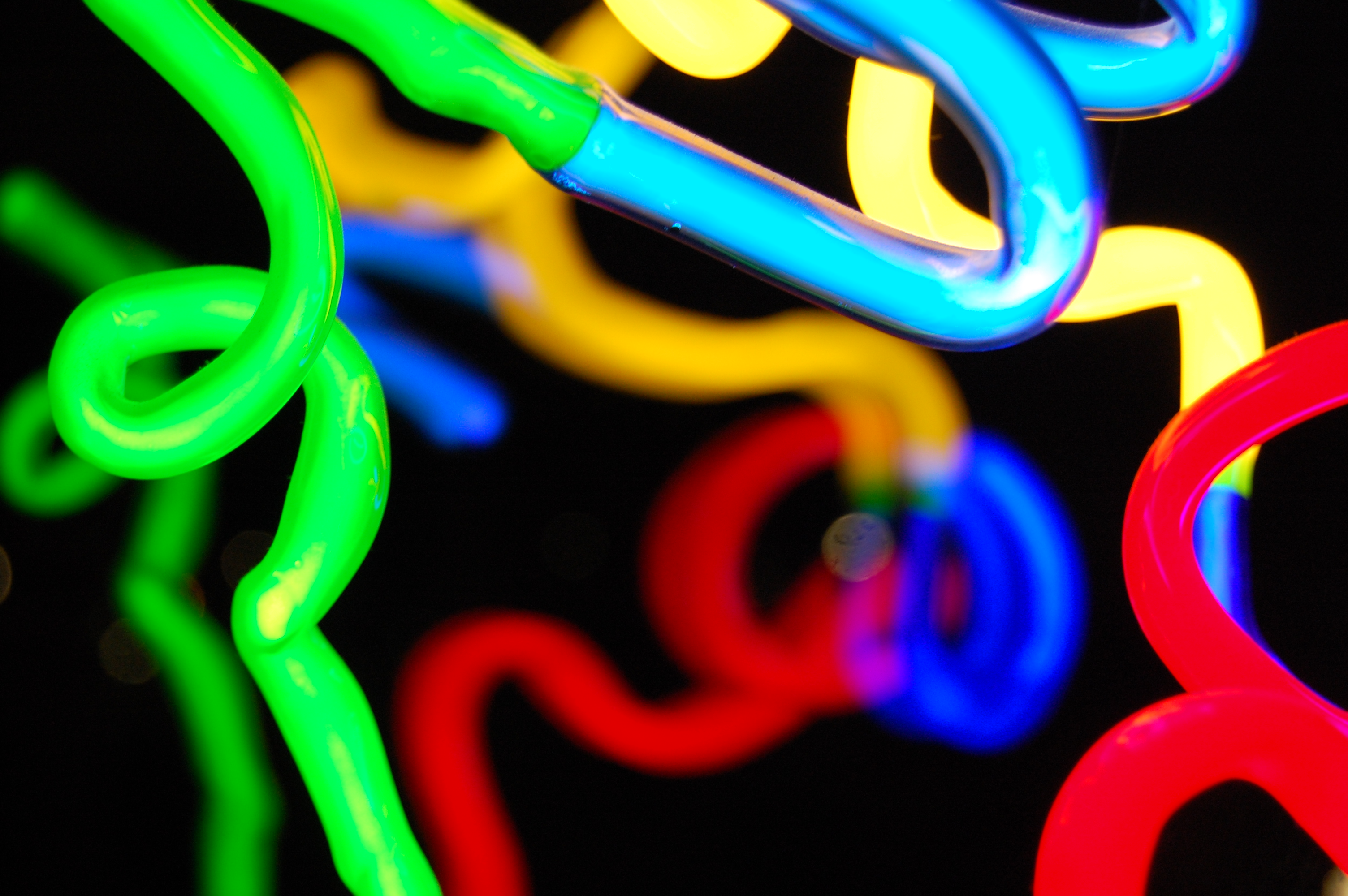
Art de neó

L'art de neó és una evolució de l'art de la llum que s'ha desenvolupat gràcies a l'aparició del neó, com un invent que utilitza diferents gasos dins d'un recipient per crear llum de diferents colors.
"En els anys 30 i 40 res deia glamour com un rètol de neó. L'apogeu de la publicitat en els nous mitjans, el nou bar de còctels d'una ciutat es va anunciar de manera més elegant amb una copa de martini de neó i, per descomptat, un teatre d'avantguarda havia de venir amb una marquesina de neó. A mesura que el material es va fer més barat i disponible, les ciutats es van veure envaïdes per la senyalització, transformant els paisatges urbans en només uns pocs anys."
Als anys 60 i 70, lús del neó encara va ser més revolucionari i comú.
Andy Warhol va qualificar el neó com una de "les grans coses modernes" i l'artista francès Martial Raysse es va convertir en un dels primers a treballar amb neó en un sentit estrictament artístic. Les seves obres, que combinen el retrat de l'art pop amb accents de neó, van ajudar a traslladar el neó a la conversa cultural, difuminant encara més la divisió entre el nou consumisme i el mèrit artístic.

Cerith Wyn Evans, estudiant de Warhol, va crear obres de neó que van fusionar el cinema i la literatura, fent preguntes sobre com ens comuniquem i l'eficàcia del llenguatge. YBA és un reconegut grup d'artistes joves britànics que fa servir el neó.

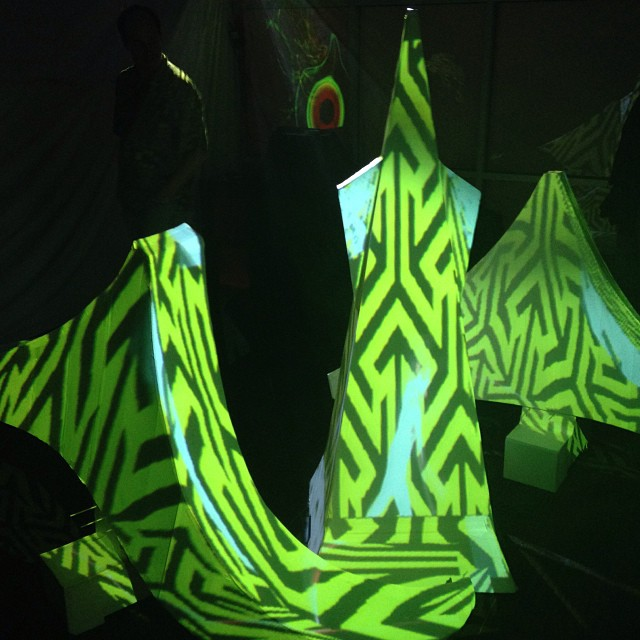
Mapeig de Projecció a San Francisco

L'èxit estètic immediat del neó: brillant, amb infusió d'art pop, és un complement obvi per a l'era de les xarxes socials."

### Mapeig de projecció
Es tracta d'un art estretament relacionat amb els projectors i les formes projectades, la projecció 3D, els mitjans multimèdia de comunicació, la fotografia o el vídeo art. Les imatges es projecten utilitzant la llum com a mitjà. Els grans festivals i els esdeveniments, han ajudat en el desenvolupament de l'ús d'aquest art, donant lloc a grans teles de llum com façanes arquitectòniques, a la construcció de projeccions o la inundació de color en els edificis i façanes. Aquestes formes d'art tenen els seus antecedents en els mitjans de comunicació multimèdia com la fotografia.

### Light painting
S'acostuma a confondre el Light painting amb el Light art i tot i que els dos fan servir la llum com a expressió artístic, els resultats són força diferents. En el Light painting la llum es fa servir com a mitjà, i en el Light art com una obra d'art en si mateixa. En el primer, es fa servir sobretot en la fotografia i consisteix en deixar constància del rastre lumínic a través d'una font de llum que es mou en l'espai mentre es fa una fotografia amb una velocitat d'obturació lenta. Aquest tipus de velocitat ens permet veure el rastre de la llum i convertir-la en el subjecte de la fotografia.

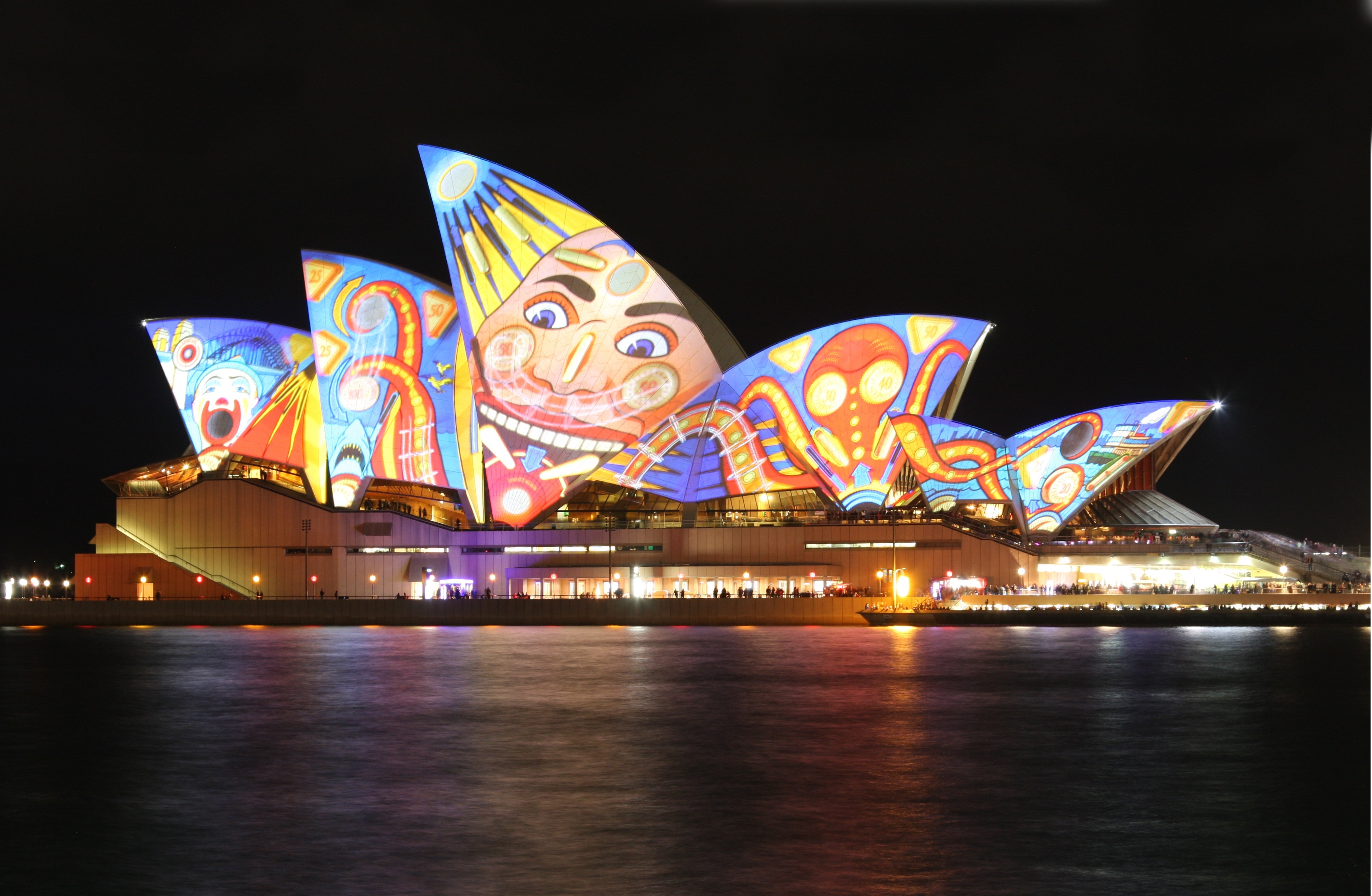
Sydney Opera House

Al 1935, Man Ray va ser el primer artista a explorar la tècnica del Light painting. La seva major contribució a aquesta disciplina es va produir en la seva sèrie de fotografies: L'espai d'escriptura. Man Ray va obrir l'obturador de la seva càmera i va utilitzar una llanterna petita per crear una sèrie de remolins i línies en l'aire.
Anys més tard, Eric Staller va contribuir enormement al light painting amb la seva sèrie "Dibuixos de Llum" sent aquesta la major sèrie de fotografia nocturna utilitzant la disciplina del Light painting publicada fins al seu moment. En general, és possible utilitzar qualsevol objecte que generi o reflecteixi llum. Com cal esperar, cal un trípode que eviti que la càmera es mogui durant el procés fotogràfic.

### Digital graffiti
També inclòs en el gènere d'art de la llum, inclou la projecció a edificis, a façanes, la disposició de finestres il·luminades en edificis. Permet projectar graffitis sobre obres urbanes sense recorre al spray el qual fins ara es considera un acte de vandalisme.

Dan Flavin - Structure and clarity - Tate Modern Museum London

## La importància dels espais interiors
"La llum com a element plàstic possibilita nous tipus de relació amb l'espai".
El paper de l'espai contenidor assumirà diferents rols, des d'una independència total fins a ser element necessari per a la percepció i / o materialització de la llum. Els espais sobre els quals es completa l'obra seran creats expressament o bé, els ja existents es reinterpretaran de nou.

Una major implicació en l'espai tindran els treballs de Flavin dels anys setanta, consistents en estructures modulars de tubs fluorescents que es disposaran en un espai concret. La relació entre l'objecte i l'espai és la de "figura i contenidor", Flavin no busca transformar l'espai sinó simplement introdueix un element lumínic que es presenta amb la seva llum pròpia.

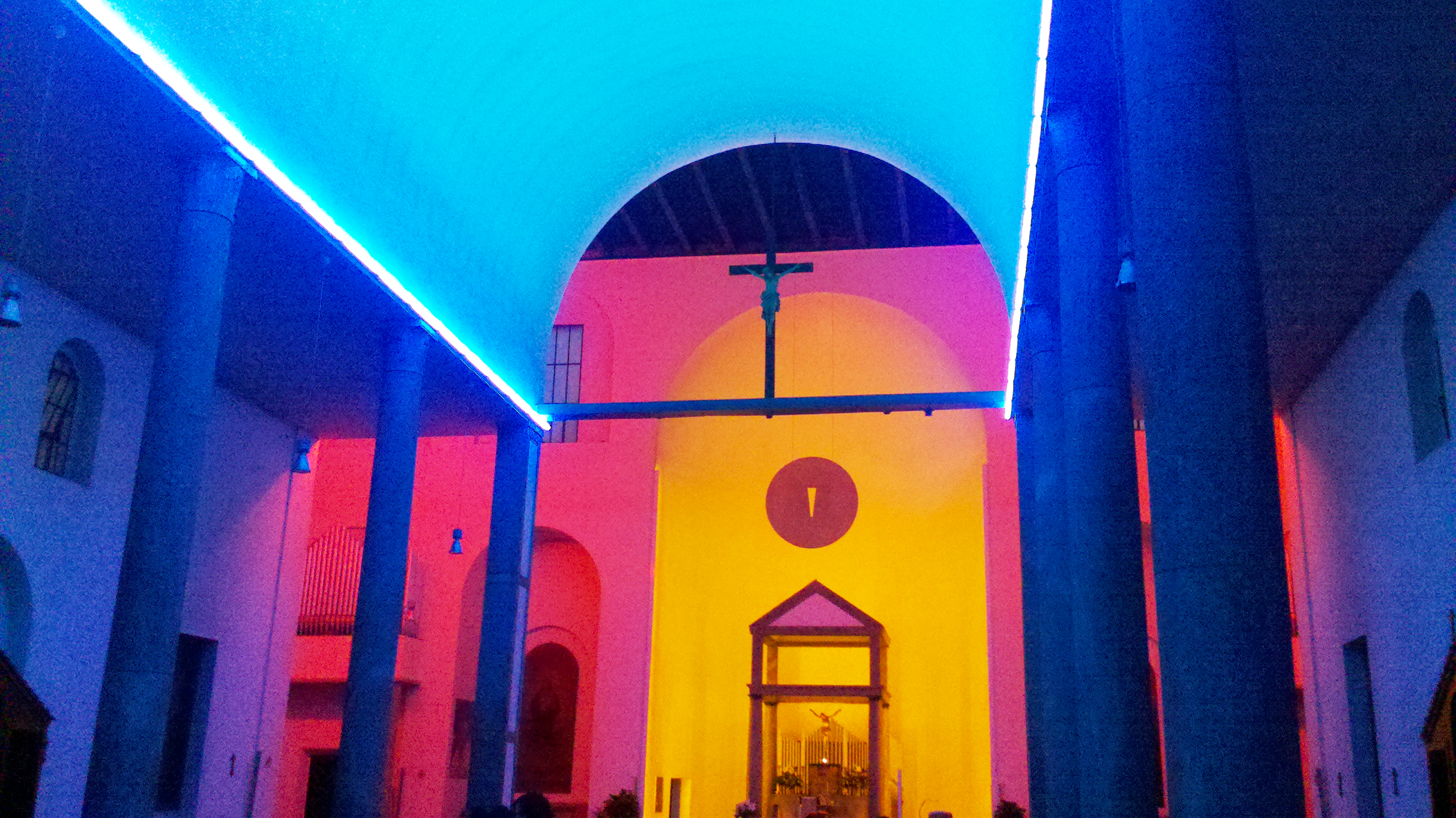
ITÀLIA - Dan Flavin a Milan

L'espai es concreta en un escenari, en un panell de suport, en un llenç on compondre la imatge virtual d'una perspectiva espacial realitzada amb llum.
En qualsevol dels dos plantejaments la necessitat de la llum, l'espai i de l'observador són imprescindibles, sense cap dels tres no existirà l'obra.
"Aquestes instal·lacions, tant les de llavors com les actuals amb nous materials, ofereixen condicions sensorials basades en models cognitius i receptius que estimulen aquesta consciència contemplativa en espaitemps - simbòlic- però viscut en temps real. El vincle que s'estableix entre l'intangible (mental) i el material (formal) es torna constitutiu de la construcció d'aquest espai ritual correlatiu a la dimensió experiencial de l'espectador. Yayoi Kusama ho aconsegueix amb el seu "Infinity Mirrored Room".

## Exhibicions

### Museus

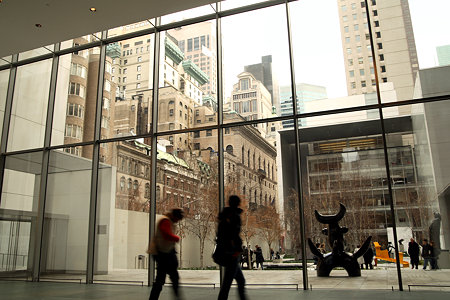
MoMA NY

Molts museus d'art modern inclouen instal·lacions i escultures lumíniques en les seves col·leccions permanents i provisionals. El Centre for International Light Art a Unna, Alemanya, és actualment l'únic museu del món que es dedica exclusivament a la col·lecció i a la presentació d'aquesta art.
El Museu d'Art de la llum a Eindhoven, Països Baixos, es va dedicar a l'exhibició d'aquest art, però va tancar al desembre de 2010 degut a un finançament insuficient, però en el complex Strijp-S, un pot veure el Fakkel de Har Hollands.
Amb el mateix nom, es troba el museu d'art de la llum de Santiago de Xile, una plataforma artística i cultural emblemàtica, gratuïta i permanent sobre la conca i els murs del riu Mapocho. Està basada en projeccions d'obres artístiques il·luminades en grans formats, per mitjà d'equips projectors d'última tecnologia. Pretén recuperar un espai urbà i el seu entorn per a la cultura, on convergeixen el patrimoni, la creació contemporània i la ciutadania. El riu Mapocho serà el primer riu il·luminat del món amb obres d'art.
El Museu d'Art Modern de San Francisco i el Museu d'Art Modern de Nova York sovint tenen exposicions provisionals i instal·lacions en les seves galeries sobre art de la llum.
"Filled With the Brilliance of Life", Tate Modern, 2012, un exemple actual de com es segueix utilitzant la llum com a element plàstic per configurar espais d'experiència."

#### L'atelier des Lumières
El museu es troba a París i és el primer museu digital que combina l'art i la tecnologia. Les obres d'art estan projectades a les parets, al terra i al sostre per estar submergits del tot en l'experiència visual. L'exhibició es realitza en una fàbrica i hi ha 140 projectors i 50 altaveus instal·lats.

### Festivals de la llum
Els festivals que s'han anat celebrant, han nascut a partir de la revolució de l'escultura urbana d'exterior, la qual fa ús del LED per la seva baixa energia. Els artistes són capaços de crear espais d'exposició nous per traslladar-lo als festivals. Aquests festivals han continuat creixent internacionalment i han ajudat a través de nombroses obres a la conscienciació sobre el canvi climàtic i els ecològics tractats de forma seriosa. Això va produir que es plantegessin dates per a aquest moviment en forma de festivals, com el 2009 que es va celebrar el Vivid Smart Light Festival a Sydney.
A Singapur, el festival "Light Marina Bay" va ser l'únic festival sostenible que es va celebrar a Àsia el 2010.
Hi ha molts festivals d'aquest tipus a Europa, incloent el Signal Festival a Praga i el Ghent Light Festival. Aquest tipus de festivals en conjunt amb l'avanç del LED, han redefinit aquest art de la llum com un nou gènere d'art.

#### Llum BCN

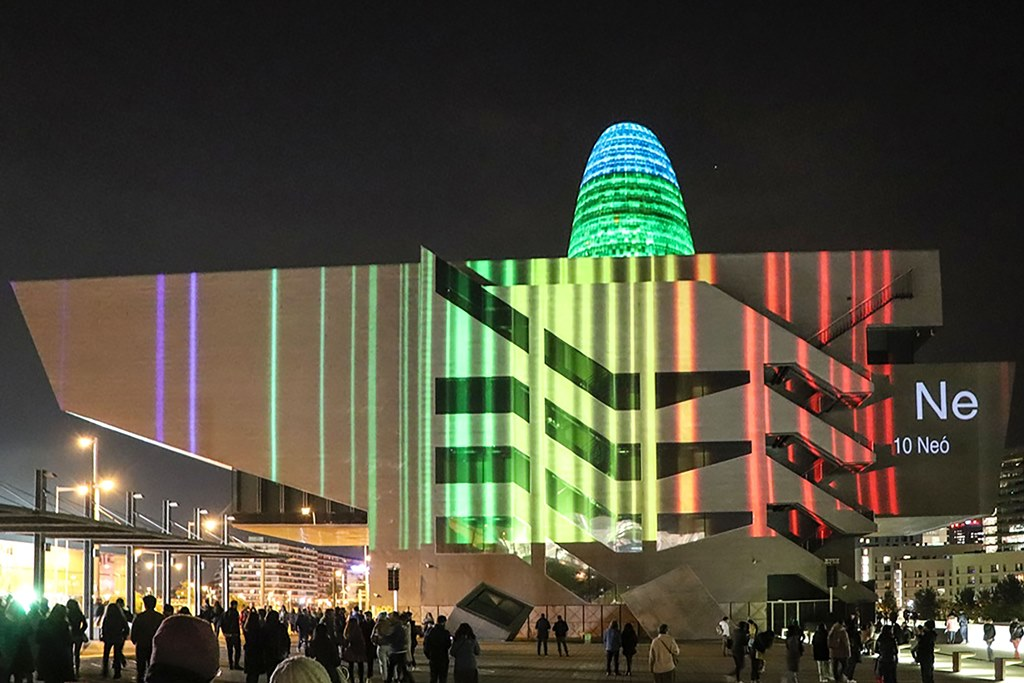
Llum BCN Poblenou 2021

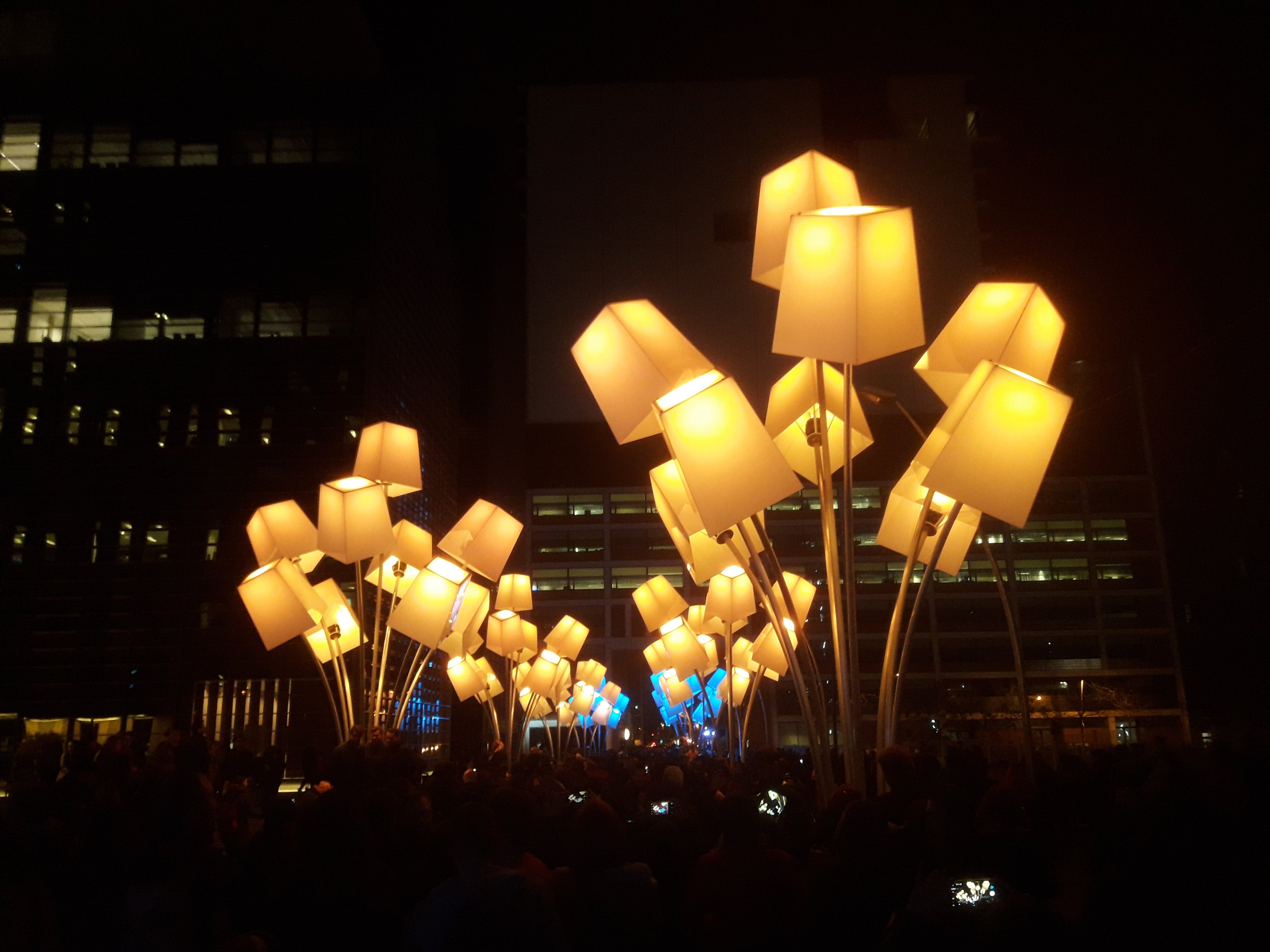
Llum BCN Poblenou 2018

"Llum BCN" és un festival celebrat anualment a la ciutat de Barcelona des de l'any 2012, amb motiu de la Festa Major d'hivern de la ciutat, en honor de la seva copatrona Santa Eulàlia. Quan es fa de nit, la llum transforma el barri del Poblenou de Barcelona en un laboratori de recerca al servei d'artistes d'arreu del món. Creadors que utilitzen la llum, el moviment, la realitat virtual o la intel·ligència artificial, per explorar noves formes i significats per a l'espai públic. Per sobre del seu caràcter festiu, vol ser una oportunitat per fer-se preguntes, desafiar les visions preconcebudes del que ha de ser l'espai urbà i crear nous models de participació i convivència. Una reivindicació de la llum, la tecnologia digital i la imatge en moviment com a elements del paisatge urbà sense estar al servei de la comercialització de l'espai públic i el bombardeig de missatges al qual se’ns sotmet diàriament.

#### Filux
Filux, organitzat per Filux Lab va néixer a Mèxic per demostrar el poder de la llum i com aquesta pot trensaformar els espais públics a través del mapeig de projecció, instal·lacions lumíniques i vídeo mapping.

## Premis d'art de la llum
L'International Light Art Award, presentat pel Center for International Light Art (Unna) i el RWE Foundation, està donant una sèrie de premis a artistes que contribueixen al desenvolupament d'aquest art d'una manera innovadora i creativa. Aquests premis es van crear al 2015 per animar artistes a explorar l'art de la llum, tot i les dificultats de l'estil, ja que és relativament nou i inclou una sèrie de requisits financers i tècnics molt necessaris per a la seva explotació. Les fundacions darrera de l'ILAA desitgen posar èmfasi en la sostenibilitat i les noves tecnologies dins el mitjà d'expressió de la llum.
L'enginyeria australiana i neozelandesa encarregada de la il·luminació, ANZIES va començar a donar un premi anual a nous artistes en el Vivid Light Festival del 2010 a Sydney, Australia. Aquest festival va començar a donar un gran suport local i una sèrie de subvencions a artistes internacionals i locals que buscaven un mitjà per elaborar les seves obres. Al 2015 els premis DARC, recolzats per la revista Mondo Arc, va començar a seleccionar guanyadors per als seus premis a la vegada que la International Association of lighting design d'IALD, una organització nord-americana, també va començar a donar un premi anual a aquest art. Cada vegada són més les associacions que comencen a donar un suport a aquest tipus d'art gràcies als premis o festivals que creen.
El festival Llum BCN també atorga diferents premis als participants, els quals acostumen a ser artistes coneguts d'arreu del món.

## Obres destacades
- Void Jungle de Chang Funju i Han Cheng Yeh. Aquesta obra espacial d'art de la llum és una interacció complexa de sons, llums i imatges electròniques que creen una seqüència de formes geomètriques en forma de selva virtual on és possible llegir una llum intermitent en blanc i negre, a la qual se li afegeix una boira que envaeix de forma constant el feix de la llum, generant un carreró sense sortida. Ens introduïm en una experiència immersiva que és com una extensió de l'emoció interna dels autors.
- Star Jun Hao Ongán, és una obra en la qual experimenta amb un esquelet arquitectònic d'una construcció abandonada de la ciutat de Penang, Malàisia. Star és una obra inspirada en el concepte "glitch" (error), un dodecaedre, una instal·lació en forma d'estrella de 12 costats que apareix gairebé com un error o una irregularitat temporal, trobant-sobtadament allotjat dins de la superestructura de formigó d'un edifici inacabat.
- Dhatu o The light inside, de James Turell.

## Artistes destacats

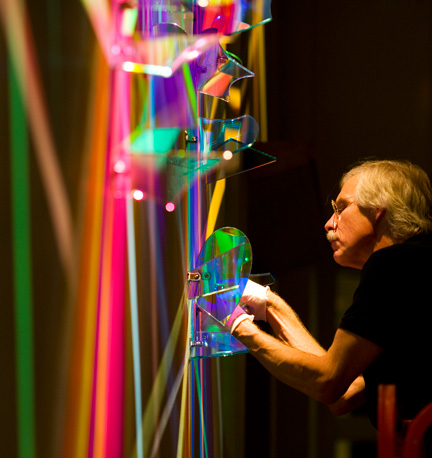
Stephen Knapp

- Stephen Knapp és una artista que tot i fer servir la llum per les seves obres, es diferencia de la resta. Fa servir el raig de llum però sent primer filtrada per un panells de vidre de color que a més canvia la direcció del raig lumínic. "Combina elements de la pintura, l'escultura i l'arquitectura per crear obres multidimensionals"[16]
- Regine Schumann és una artista que no només juga amb la llum artificial sinó que també amb la llum natural i donant importància també a la llum negra amb la que no estem tan familiaritzats.
- Maxim Zhestkov és un artista i director de mitjans de comunicació amb seu a Rússia. La seva obra combina vídeo art, música, disseny i infografia.[17]
- Dan Flavin és un escultor nord-americà enquadrat dins del corrent de l'Art Minimalista. Va centrar el seu treball sobretot en la construcció d'escultures mitjançant tubs de neó que generaven un ambient determinat i propiciaven canvis en la percepció visual.
- James Archie Turrell és un artista d'instal·lacions estatunidenc que treballa principalment amb la llum i l'espai.